# Somo (San)
Pour les articles homonymes, voir Somo.
Somo est une commune du Mali, dans le cercle de San et la région de Ségou.